# الانتخابات الفيدرالية الألمانية 2025
أقيمت انتخابات فيدرالية مبكرة في ألمانيا بتاريخ 23 فبراير 2025 وذلك لانتخاب 630 عضوًا في البوندستاغ الحادي والعشرين ‏. وأجريت الانتخابات قبل سبعة أشهر من الموعد المحدد بسبب انهيار الائتلاف الحاكم في عام 2024. بعد خسارة الأغلبية الداعمة للحكومة، دعت الحكومة إلى عقد جلسة لطرح الثقة، وخسرتها عمداً، من أجل تسهيل إجراء انتخابات مبكرة. كانت هذه رابع انتخابات مبكرة في تاريخ ألمانيا بعد الحرب العالمية الثانية وذلك بعد انتخابات 1972 و1983 و2005.
أصبح ائتلاف الاتحاد الديمقراطي المسيحي / الاتحاد الاجتماعي المسيحي المحافظ أكبر مجموعة في البوندستاغ بحصوله على 28.5% من الأصوات. حقق حزب البديل من أجل ألمانيا اليميني المتطرف أفضل نتيجة له في أي انتخابات ألمانية بحصوله على 20.8%، ليكون في المركز الثاني. وخسر الحزب الديمقراطي الاجتماعي الذي يتمي إلى تيار يسار الوسط أكثر من تسع نقاط مئوية، وتكبد أسوأ نتيجة له منذ عام 1887 ‏ حيث حصل على 16.4% فقط. وتراجع أيضًا الخضر من 15% إلى 12%. وتحسن أداء حزب اليسار الإشتراكي إلى 9%. فيما سجل الحزب الديمقراطي الحر، الذي أدى انشقاقه عن الحكومة إلى إجراء الانتخابات، أسوأ نتيجة تاريخية له بنسبة 4.3% وخسر تمثيله في البوندستاغ لأول مرة منذ عام 2013. فاز تحالف سارة فاجنكنشت، وهو حزب شعبوي منشق عن اليسار وكان على مقربة من دخول البوندستاغ بحصوله على 4.97% من الأصوات. احتفظت جمعية ناخبي جنوب شليسفيغ، المعفاة من عتبة 5% باعتبارها أحد أحزاب الأقلية، بمقعدها الوحيد.
بلغت نسبة المشاركة في التصويت 82.5%، بزيادة قدرها ست نقاط مئوية عن عام 2021، وهي الأعلى منذ إعادة توحيد ألمانيا.

## الخلفية

### عملية تعيين التاريخ
ينص القانون الأساسي وقانون الانتخابات الفيدرالي على أن الانتخابات الفيدرالية يجب أن تجرى يوم الأحد أو في عطلة وطنية  خلال مدة لا تقل عن 46 شهر ولا تزيد عن 48 شهر من الجلسة الأولى للبوندستاغ، ما لم يتم حل البوندستاغ قبل ذلك. انعقدت الدورة العشرون للبوندستاغ لأول مرة في 26 أكتوبر 2021. وبناء على ذلك كان يجب أن تجري الانتخابات يوم الأحد بين 31 أغسطس 2025 و26 أكتوبر 2025، أوصت الحكومة الاتحادية بتحديد موعد الانتخابات في تاريخ 28 سبتمبر 2025، وهو الموعد الذي وافق عليه الرئيس فرانك-فالتر شتاينماير.

### الانتخابات المبكرة
يمكن إجراء الانتخابات الفيدرالية في وقت مبكر إذا قرر رئيس ألمانيا حل البرلمان الألماني وتحديد موعد لإجراء انتخابات مبكرة. ولا يجوز له القيام بذلك إلا في ظل حالتين محددتين ضمن القانون الأساسي:
1. إذا فشل البوندستاغ في انتخاب مستشار بأغلبية مطلقة من أعضائه خلال خمسة عشرة يوماً بعد الجولة الأولى من انتخاب المستشار، يكون للرئيس حرية تعيين المرشح الذي حصل على أغلبية الأصوات مستشاراً أو حل البوندستاغ (وفقاً للمادة 63، القسم 4 من القانون الأساسي).
2. إذا خسر المستشار اقتراح الثقة، يمكن للمستشار أن يطلب من الرئيس حل البوندستاغ. ويحق للرئيس أن يوافق أو يرفض طلب المستشار (وفقا للمادة 68 من القانون الأساسي).

وفي كلتا الحالتين، يتعين إجراء الانتخابات الفيدرالية يوم الأحد أو يوم عطلة وطنية في موعد لا يتجاوز 60 يومًا بعد الحل. في كلا السيناريوهين، لا يمكن إجراء انتخابات مبكرة أثناء حالة الدفاع، كما يمكن أيضًا تأجيل إجراء الانتخابات الفيدرالية إلى وقت لاحق في حال تم إعلان حالة الدفاع. إذا منعت حالة الدفاع إجراء انتخابات فيدرالية مقررة وبالتالي زادت مدة الفترة التشريعية عن المدة المقررة، فيجب إجراء انتخابات جديدة في موعد لا يتجاوز ستة أشهر بعد انتهاء حالة الدفاع.
في أعقاب أزمة حكومية، أقال أولاف شولتس وزير ماليته كريستيان ليندنر زعيم الحزب الديمقراطي الحر من الحكومة الحالية في 6 نوفمبر 2024، الأمر الذي أدى إلى انهيار ائتلاف الإشارة الضوئية وترك الحكومة الحالية بدون أغلبية. قدم شولتز اقتراحاً بمنح الثقة إلى البوندستاغ في 11 ديسمبر 2024 وتم طرحه للتصويت في 16 ديسمبر. حيث يتطلب بقاء الحكومة الحالية في السلطة الحصول على موافقة 367 صوت، وفشل التصويت بموافقة 207 أصوات واعتراض 394 صوت وامتناع 116 عضو عن التصويت وغياب أو عدم تصويت 16 عضو. من بين الأعضاء صوتت كامل كتلة الحزب الديمقراطي الاجتماعي لمنح الثقة للحكومة بينما صوتت كامل كتلة المعارضة ضد منح الثقة للحكومة باستثناء ثلاثة أعضاء من حزب البديل، كما امتنع كامل الأعضاء الخضر عن التصويت لضمان فشل منح الثقة للحكومة دون أن يصوتوا لرفض منح الثقة في حكومة مشاركين فيها.
مباشرة بعد فشل تصويت الثقة على الحكومة، توجه شولتز إلى قصر بيليفور لمقابلة الرئيس شتاينماير لطلب حل البوندستاغ. الأحزاب المشكلة للحكومة وائتلاف CDU/CSU توافقت على تحديد موعد الانتخابات المبكرة في 23 فبراير 2025. لدى الرئيس شتاينماير 21 يوم لاتخاذ قرار بخصوص طلب المستشار. يجب أن تتم الإنتخابات الجديدة خلال 60 يوم من حل البوندستاغ، الرئيس شتاينماير ملزم بالحوار مع قادة الأحزاب قبل اتخاذ قرار نهائي، كون لديه واجب دستوري لتحديد ما إذا كانت هناك أغلبية محتملة في البوندستاغ الحالي.
أصدر مكتب شتاينماير في 20 ديسمبر 2024 بياناً يؤكد انهاء المحادثات وأنه من غير الممكن الوصول إلى أغلبية. شتاينماير حل البوندستاغ رسمياً في 27 ديسمبر 2024، وبنفس الوقت حدد تاريخ الانتخابات في 23 فبراير 2025.

## النظام الانتخابي
تعتمد ألمانيا نظام تمثيل نسبي مختلط. حيث يمتلك كل مصوت صوتان: الأول يتم منحه مباشرة لاختيار مرشح من دائرته الانتخابية ‏ بطريقة الفوز للأكثر أصواتا، بينما يتم منح الصوت الثاني للقوائم الانتخابية للحزب على مستوى الولاية. لدخول البوندستاغ يجب أن يحصل الحزب على خمسة بالمائة من الأصوات على المستوى الوطني في الصوت الثاني أو أن يفوز بأكثر عدد من الأصوات في ثلاث دوائر انتخابية. وفي كلتا الحالتين، يدخل الحزب إلى البوندستاغ، ويحصل على مقاعد القائمة بالإضافة إلى أي مقاعد للدوائر الانتخابية التي فاز بها بحيث يتناسب إجمالي عدد مقاعده مع حصته الوطنية من الأصوات الثانية.
يتم تخصيص مقاعد القائمة على مستوى الولاية. لتحديد عدد مقاعد القائمة، يتم أولاً حساب تخصيص المقاعد بشكل متناسب تمامًا مع حصص جميع الأحزاب التي تجتاز الحد الأدنى في الأصوات الثانية باستخدام طريقة سانت ليغو. (لا يتم تضمين بطاقات الاقتراع حيث يكون التصويت الأول لمستقل أو حزب لا يجتاز الحد الأدنى في هذا الحساب). بعد ذلك، يتم طرح عدد الدوائر الانتخابية التي فاز بها حزب في تلك الولاية من هذا التخصيص، مما يضمن أن تكون الكتل الناتجة متناسبة قدر الإمكان.

### تغييرات في النظام الانتخابي
بعد أن أنتجت الانتخابات الفيدرالية الألمانية 2021 برلمانًا يضم 736 عضوًا - مما جعله أكبر برلمان منتخب بحرية في العالم - بدأ نقاش متجدد حول نظام مقعد فائض ومقعد تسوية المعمول به منذ انتخابات 2013. وقد أقرت حكومة شولتز قانون إصلاح في مارس 2023 لتحديد حجم البرلمان الألماني المستقبلي عند 630 عضواً. وتم تحقيق ذلك من خلال إلغاء المقاعد المتراكمة والتعادلية، كما تم إلغاء قاعدة مقاعد الدائرة الانتخابية التي تمنح التمثيل النسبي الكامل للأحزاب التي تفوز بثلاثة مقاعد على الأقل في الدوائر الانتخابية حتى وإن لم تحصل على الحد الأدنى البالغ خمسة في المائة. وبموجب التشريع الجديد، سيتم تحديد العدد الإجمالي لمقاعد الحزب فقط من خلال حصته من أصوات القائمة الحزبية ("تغطية التصويت الثاني"). إذا فاز حزب ما بعدد من مقاعد الدائرة الانتخابية في ولاية ما أكثر مما يحق له نسبياً في تلك الولاية، فسوف يتم منحه فقط عدد المقاعد المستحق له؛ وسيتم استبعاد عدد من الفائزين في الدوائر الانتخابية من البوندستاغ، حسب الترتيب تنازلياً من أولئك الذين حصلوا على أقل حصص من الأصوات. وتظل الأحزاب التي تمثل الأقليات معفاة من الحد الأدنى المطلوب وهو خمسة في المائة.
تعرض القانون لتحديات دستورية؛ حيث ناشد حزب الاتحاد الاجتماعي المسيحي واليسار (وكلاهما استفاد من النظام السابق في انتخابات عام 2021) الرئيس فرانك-فالتر شتاينماير نقضه، ومع ذلك وقع شتاينماير على مشروع القانون بعد أن قرر شخصيًا أنه يعتقد أنه دستوري. وبعد أن تم نشر القانون مباشرة في المجلة القانونية الفيدرالية في 13 يونيو، قامت كل من المنظمات الحزبية وحكومة بافاريا التي يسيطر عليها حزب الاتحاد الاجتماعي المسيحي، برفع شكاوى رسمية إلى المحكمة الدستورية الألمانية. وعقدت جلسات الاستماع يومي 23 و24 أبريل 2024. أيدت المحكمة في 30 يوليو 2024 مبدأ تغطية التصويت الثاني، لكنها قضت بأن عتبة الخمسة في المائة دون استثناءات هي غير دستورية، وذلك على الرغم من اعترافها بأن الحد الأدنى ضروري لمنع التجزئة، إلا أنها أكدت أنه لا بد من اتخاذ تدابير لتقليل الأصوات المهدرة. ومن أجل تسوية قانون الانتخابات في وقت كافٍ لهذه الانتخابات، أعادت المحكمة، كإجراء مؤقت، تقديم بند التفويض الأساسي كما كان "حتى يكون هناك لائحة جديدة بشأن هذه المسألة". وقد تم النظر في احتمالين في مسودات قانون الإصلاح الأصلي: الأول هو "بند التفويض الأساسي المعدل" أو "بند الدائرة الانتخابية". لن يحصل الحزب الذي يقل عدد أصواته الثانية عن عتبة الخمسة في المائة على المستوى الوطني والذي يفوز بثلاث دوائر انتخابية على الأقل على تمثيل نسبي كامل، ولكن الفائزين به سيجلسون إذا كانت حصتهم من الأصوات الثانية في الولاية المعنية مرتفعة بما يكفي لتخصيص مقاعد لهم من خلال الإجراء العادي. (وهذا مشابه لكيفية تخصيص مقاعد القائمة للأحزاب التي تمثل الأقليات المعترف بها، والتي هي معفاة من الحد الأدنى). كما تم اقتراح إعادة تقديم بند التفويض الأساسي مع اشتراط الفوز في أكثر من خمس دوائر انتخابية. وفي حكمها، أكدت المحكمة أن كلا الشرطين دستوريان.

## التدخلات الخارجية
حذرت السلطات الأمنية في ألمانيا من أنها تتوقع تدخلاً في الحملات الانتخابية الفيدرالية من جانب روسيا، ولكن أيضًا من جانب الولايات المتحدة. وينصب التركيز على حملات التضليل التي تسيطر عليها روسيا رسميًا، كما حدث في التدخل الروسي في انتخابات الولايات المتحدة عام 2016. ووفقًا للمكتب الفيدرالي لحماية الدستور، فمن الممكن أن تحاول قوى من الخارج تشويه سمعة المرشحين غير المرغوب فيهم وإثارة الشكوك حول شرعية الانتخابات وسيرها الصحيح.
دعا إيلون ماسك مرارًا وتكرارًا إلى دعم حزب البديل من أجل ألمانيا على منصة إكس التي يمتلكها وفي مقال رأي في صحيفة فيلت أم زونتاغ. وقد انتقد هذا بشكل غير مباشر من قبل رئيس ألمانيا فرانك-فالتر شتاينماير ومباشرة من قبل الاتحاد الديمقراطي المسيحي والخضر والحزب الديمقراطي الاجتماعي والحزب الديمقراطي الحر واليسار ورابطة الصحفيين الألمان ‏ وبعض وسائل الإعلام الألمانية باعتبار ذلك تأثيرًا خارجيًا.

## الأحزاب السياسية وقادتها
يسرد الجدول أدناه الأحزاب الممثلة في البوندستاغ العشرين.
| الأحزاب | الأحزاب                                                                     | الأحزاب                                                                     | الأحزاب                                                                     | قادة الأحزاب                     | المرشحون الرئيسيون         | الأيديولوجيا                                    | المقاعد      | المقاعد        | الوضع الحالي    |
| الأحزاب | الأحزاب                                                                     | الأحزاب                                                                     | الأحزاب                                                                     | قادة الأحزاب                     | المرشحون الرئيسيون         | الأيديولوجيا                                    | آخر انتخابات | قبل الانتخابات | الوضع الحالي    |
| ------- | --------------------------------------------------------------------------- | --------------------------------------------------------------------------- | --------------------------------------------------------------------------- | -------------------------------- | -------------------------- | ----------------------------------------------- | ------------ | -------------- | --------------- |
|         | الحزب الديمقراطي الاجتماعي الألماني Sozialdemokratische Partei Deutschlands | الحزب الديمقراطي الاجتماعي الألماني Sozialdemokratische Partei Deutschlands | الحزب الديمقراطي الاجتماعي الألماني Sozialdemokratische Partei Deutschlands | زاسكيا إسكن لارس كلينغبايل       | أولاف شولتس                | ديمقراطية اجتماعية                              | 206 / 736    | 207 / 733      | الائتلاف الحاكم |
|         | CDU/CSU                                                                     |                                                                             | الاتحاد الديمقراطي المسيحي Christlich Demokratische Union Deutschlands      | فريدرش ميرتس                     | فريدرش ميرتس               | ديمقراطية مسيحية                                | 152 / 736    | 153 / 733      | المعارضة        |
|         | CDU/CSU                                                                     | الاتحاد الاجتماعي المسيحي Christlich-Soziale Union in Bayern                | ماركوس زودر                                                                 | 45 / 736                         | فريدرش ميرتس               | ديمقراطية مسيحية                                | 43 / 733     |                | المعارضة        |
|         | تحالف 90/الخضر Bündnis 90/Die Grünen                                        | تحالف 90/الخضر Bündnis 90/Die Grünen                                        | تحالف 90/الخضر Bündnis 90/Die Grünen                                        | فرانزيسكا برانتنر فيليكس بانازاك | روبيرت هابك                | سياسة خضراء                                     | 118 / 736    | 117 / 733      | الائتلاف الحاكم |
|         | الحزب الديمقراطي الحر Freie Demokratische Partei                            | الحزب الديمقراطي الحر Freie Demokratische Partei                            | الحزب الديمقراطي الحر Freie Demokratische Partei                            | كريستيان ليندنر                  | كريستيان ليندنر            | الليبرالية                                      | 92 / 736     | 90 / 733       | المعارضة        |
|         | البديل من أجل ألمانيا Alternative für Deutschland                           | البديل من أجل ألمانيا Alternative für Deutschland                           | البديل من أجل ألمانيا Alternative für Deutschland                           | أليس فايدل تينو شروبالا          | أليس فايدل                 | شعبوية يمينية                                   | 83 / 736     | 77 / 733       | المعارضة        |
|         | اليسار Die Linke                                                            | اليسار Die Linke                                                            | اليسار Die Linke                                                            | إينس شفيردتنر جان فان أكين       | هايدي رايشينك جان فان أكين | الاشتراكية الديمقراطية                          | 39 / 736     | 28 / 733       | المعارضة        |
|         | تحالف سارة فاجنكنشت Bündnis Sahra Wagenknecht                               | تحالف سارة فاجنكنشت Bündnis Sahra Wagenknecht                               | تحالف سارة فاجنكنشت Bündnis Sahra Wagenknecht                               | سارة فاجنكنيشت أميرة محمد علي    | سارة فاجنكنيشت             | شعبوية يسارية اشتراكية                          | 0 / 736      | 10 / 733       | المعارضة        |
|         | غير مجتمعين                                                                 |                                                                             | جمعية ناخبي جنوب شليسفيغ                                                    | كريستيان ديرشاور                 | ستيفان سيدلر               | مصالح الأقلية الدنماركية مصالح الاقلية الفريزية | 1 / 736      | 1 / 733        | المعارضة        |
|         | غير مجتمعين                                                                 | مستقلون                                                                     | —                                                                           | —                                | —                          | 0 / 736                                         | 8 / 733      |                | المعارضة        |

## الحملات

### الترشيحات
على خلاف ما حدث قبل انتخابات عام 2021، تم حل قضية المستشار بالنسبة لكتلة الاتحاد الديمقراطي المسيحي/الاتحاد الاجتماعي المسيحي بسرعة نسبية. بعد الأداء الجيد الذي قدمه حزب الاتحاد الديمقراطي المسيحي في انتخابات ولايتي ساكسونيا وتورينغن في سبتمبر 2024، أعرب المرشحان المحتملان الآخران - رئيس وزراء ولاية شمال الراين-وستفاليا هندريك فوست ‏ ورئيس وزراء ولاية بافاريا وزعيم حزب الاتحاد الاجتماعي المسيحي ماركوس زودر - عن دعمهما الكامل لفريدرش ميرتس. كان من المعتقد أن زودر سيحاول الترشح مرة أخرى؛ ومع ذلك، فقد نظر إليه العديد من أعضاء الحزب الديمقراطي المسيحي نظرة سلبية بعد معركة استمرت لعدة أشهر مع أرمين لاشيت على الترشيح في عام 2021، تلاها هجمات شخصية على لاشيت اعتبرت أنها تقوض حملة الاتحاد، بالإضافة إلى استبعاده القاطع لأي ائتلاف مع الخضر بعد هذه الانتخابات. (لم يتمكن حزب الاتحاد الاجتماعي المسيحي حتى الآن من تقديم المرشح الرئيسي لكتلة الاتحاد إلا مرتين: في عامي 1980 و  2002).
في مؤتمر حزب اليسار خلال شهر أكتوبر، أعلن المرشح الرئيسي السابق جريجور جيسي عن مهمة أطلق عليه اسم "مهمة سيلبرلوك" (مهمة الأقفال الفضية) لتعزيز فرص الحزب في مواجهة الصراعات الداخلية واستطلاعات الرأي المتعثرة. أعلن جيسي عن عزمه الترشح لإعادة انتخابه في دائرته الانتخابية، مع ترشح زعيم المجموعة البرلمانية السابق ديتمار بارتش للمرة الثالثة، وترشح رئيس وزراء تورينغن المنتهية ولايته بودو راميلو العضو اليساري الوحيد الذي قاد حكومة ولاية وذلك لمقعد في البوندستاغ لأول مرة. الهدف هو الاستفادة من الشعبية الشخصية العالية نسبياً للرجال الثلاثة ومنح اليسار أفضل فرصة ممكنة للفوز بثلاث دوائر انتخابية وضمان بقائهم في البوندستاغ، وقد أطلق البعض على هذه المبادرة لقب "الرجل العجوز" في إشارة ساخرة إلى أعمارهم المتقدمة. وتخوض إينس شفيردتنر زعيمة الحزب الانتخابات، ويسعى زعيم المجموعة البرلمانية سورين بيلمان ‏ إلى إعادة انتخابه، وذلك في منطقتان من المرجح أن يفوز فيهما اليسار. كما صنف الخبراء جيسي وراميلو باعتبارهما المرشحين المفضلين للفوز بدائرتهما الانتخابية، والتي ستحتفظ مجتمعة بتمثيل الكتلة.
بدأ في نوفمبر عدد من أعضاء البوندستاغ والشخصيات القيادية في الحزب الاشتراكي الديمقراطي (أبرزهم زعيم الحزب السابق زيغمار غابرييل) في الدعوة علناً إلى تعيين وزير الدفاع بوريس بيستوريوس مرشحاً لمنصب المستشار بسبب ضعف استطلاعات الرأي للحزب وشولتز. أظهرت استطلاعات الرأي التي أجرتها قناة ARD أن بيستوريوس هو السياسي الوطني الأكثر استحساناً: حيث اعتقد 60% من الناخبين أنه سيكون مستشاراً جيداً، مقارنة بـ 42% لميرز و21% لشولز. في مقطع فيديو صدر في 21 نوفمبر، أنهى بيستوريوس أسبوعين من النقاش العام من خلال نفي أي اهتمام بالترشح لمنصب المستشار والتعبير عن دعمه الكامل لشولز. وقد تم اعتبار هذا النقاش المطول والعلني، وعجز قيادة الحزب الواضح عن السيطرة عليه أو كبح جماحه بسرعة، أمراً محرجاً ومدمراً؛ حيث انتقد رئيس منظمة الشباب في الحزب فيليب تورمر بشكل مباشر إسكن وكلينغبايل بسبب "العرض القذر" الذي قدماه في مؤتمرهما الوطني في نهاية الأسبوع التالي. ومع ذلك، أعيد ترشيح شولتز بالإجماع كمرشح لمنصب المستشار من قبل اللجنة التنفيذية للحزب في 25 نوفمبر 2024 وتأكيد الترشيح في 11 يناير 2025 خلال مؤتمر الحزب في الأمر الذ تم بالتزكية وليس بالاقتراع السري كما هي العادة بالنسبة لترشيح الأشخاص الذين يشغلون منصب المسشار.
رشح حزب الخضر نائب المستشار الحالي روبيرت هابك لمنصب المستشار وذلك في 17 نوفمبر 2024 مع بقائة قائد مشارك للحزب مع أنالينا بيربوك على الرغم من أن بيربوك كانت مرشح الحزب لمنصب المستشار في انخابات 2021. لا تستخدم الحملة الانتخابية لهابك مصطلح المرشح لمنصب المستشار، ولكن بدلاً من ذلك تشير إليه باعتباره "مرشح من أجل الشعب في ألمانيا" (بالألمانية: Kandidat für die Menschen in Deutschland)، على الرغم من أن وسائل الإعلام تستخدم المصطلح المعتاد.
رشحت الإدارة التنفيذية لحزب البديل من أجل ألمانيا في 7 ديسمبر 2024 أليس فايدل لمنصب المستشار. هذه هي المرة الأولى التي يشير فيها الحزب لقادئه بمرشح لمنصب المستشار (بالألمانية: Kanzlerkandidat/in)، وهو مصطلح تستخدمه عادة فقط الأحزاب التي لديها فرصة واقعية لتسمية المستشار، وذلك بدلاً من المرشح الرئيسي (بالألمانية: Spitzenkandidat/in). لا يمتلك الحزب البديل من أجل ألمانيا أي وسيلة لدخول الحكومة بسبب أنه لا يوجد أي حزب ينوي التعامل معه.
تحالف سارة فاجنكنشت أيضاً رشح سارة فاجنكنيشت لمنصب المستشار في 16 ديسمبر 2024. واعترف الأمين العام كريستيان هيه بشكل قاطع بأن الحزب، الذي تشير استطلاعات الرأي إلى حصوله على نسبة تتراوح بين أربعة وثمانية في المائة في ذلك الوقت، ليس لديه أي فرصة حقيقية لتقديم مستشار، وقال: "نحن لا نتخيل الأشياء ولا نعاني من جنون العظمة". وألقى باللوم على "التضخيم" في استخدام المصطلح في إجبارهم على تجنب عيب قد يتصوره البعض في الحملة، مثل خسارة الدعوات إلى المناظرات التلفزيونية.

### ورقة الحزب الديمقراطي الحر "D-Day"
ذكرت كلاً من صحيفتي دي تسايت وزود دويتشه تسايتونج بشكل مستقل في 15 نوفمبر أن الحزب الديمقراطي الحر كان يخطط لاستراتيجية لكسر الائتلاف لعدة أسابيع. وأشاروا إلى وجود ورقة عمل مفصلة استخدمت لغة عسكرية مثيرة للجدل: فقد أطلق على التقرير الاقتصادي المكون من 18 صفحة والذي أدى إلى إقالة ليندنر اسم "الطوربيد"، كما وصفت الحملة الانتخابية المقبلة بأنها "معركة مفتوحة". كان الأكثر إثارة للجدل هو أن يوم نشر المخطط كان يُشار إليه باسم "D-Day" والذي يُستخدم في اللغة الألمانية حصرياً للإشارة إلى غزو الحلفاء لنورماندي وله دلالة عنيفة، في حين أن المصطلح العام المكافئ لـ "decision day" سيكون Tag X. أدى استخدام لغة الحرب للإشارة إلى العملية السياسية إلى انتقادات شديدة.
وهذا يتناقض أيضاً مع تأكيد ليندنر بأن نهاية الحكومة كانت "كسراً مدروساً" من جانب شولتز. وقد جاءت الانتقادات من الحزب الاشتراكي الديمقراطي بعد الكشف عن أن شريكهم في الائتلاف لم يتصرف بحسن نية على ما يبدو لأسابيع: فقد وصف زعيم كتلة الحزب البرلمانية رولف موتزينيتش ‏ نفسه بأنه يشعر بالخداع وخيبة الأمل ومرعوب من اللغة المثيرة للجدل. في مقابلة أجريت في 18 نوفمبر 2024 مع قناتي RTL وn-tv نفى الأمين العام للحزب الديمقراطي الحر بيجان جير-ساراي ‏ بشكل قاطع استخدام مصطلح "D-Day" وصرح بأن قيادة الحزب لم تكن على علم بالورقة. ولم ينكر ليندنر وجود الورقة، بل رد على الصحافيين ببساطة: "نحن في حملة. أين الأخبار هنا؟"
وتواصلت التكهنات الإعلامية حول مدى مسؤولية الحزب الديمقراطي الحر عن نهاية الائتلاف. ففي صباح يوم 28 نوفمبر، نشرت بوابة الأخبار الإلكترونية Table.Media مقتطفات من وثيقة مكونة من 8 صفحات قيل إنها ورقة العمل؛ وكانت في الواقع تحمل عنوان "D-Day سيناريوهات وإجراءات" وعرضت استراتيجية مفصلة كما افترض التقرير الأصلي، بما في ذلك استراتيجيات لتقويض التحالف وتكتيكات الاتصال واقتباسات مكتوبة مسبقًا لليندنر. لاحقاً من ذات اليوم أعلن الحزب رسميًا الورقة كاملة في الساعة السادسة مساءً مع بيان من  الأمين العام للحزب زعم فيه أن غاية هذا النشر هو لمنع الانطباعات الخاطئة عن الورقة من قبل وسائل الإعلام.
حسب رواية الحزب فإن الورقة أعدها المدير الإداري الفيدرالي كارستن ريمان في 24 أكتوبر 2024 للتعامل مع الأسئلة المحيطة بكيفية الإعلان عن خروج الحزب الديمقراطي الحر من الحكومة، ولم يتم تقديم "الورقة الفنية البحتة" إلى المشرعين أو أعضاء الحكومة. وفي اليوم التالي، استقال جير-ساراي ‏ وريمان لتحمل مسؤولية محتويات الصحيفة. ووصف ماتياس ميرش ‏ القائم بأعمال الأمين العام للحزب جير-ساراي ‏ بأنه "كبش فداء شفاف" لحماية ليندنر، وقال إنه من غير الممكمن تصوره أن زعيم الحزب لن يعرف بوجود الورقة. وفي بيان مكتوب صدر في ذلك المساء، نفى ليندنر مرة أخرى أي علم له بالورقة، وذكر أنه لم يكن ليوافق عليها، وأنه تم توزيعها فقط بين موظفي الحزب الداخليين وليس أي مسؤولين منتخبين.
تولى ماركو بوشمان منصب الأمين العام للحزب الديمقراطي الحر وذلك بعد استقالته من منصب وزير العدل مع انهيار ائتلاف الإشارة الضوئية.

### التحالفات المحتملة
لا يرى أي من الأحزاب الثلاثة أن تجديد ائتلاف الإشارة الضوئية المنتهية ولايته أمر مرغوب فيه، وقد نفى ليندنر من الحزب الديمقراطي الحر بشكل قاطع أي احتمالات لانضمام حزبه إلى مثل هذا الائتلاف في نوفمبر 2024 بعد إقالته من الحكومة.
يتم النظر إلى حكومة بقيادة ائتلاف CDU/CSU على أنها الأكثر احتمالاً، نظرًا لتقدمها الكبير في استطلاعات الرأي. أبدى ميرتس استعداده لمناقشة ائتلاف مع الحزب الديمقراطي الاجتماعي والحزب الديمقراطي الحر وكذلك الخضر؛ ومع ذلك، رفض زعيم الاتحاد الاجتماعي المسيحي زودر علنًا الدخول في حكومة مع الخضر. صرح ممثلو كلا الحزبين أنه من الصعب إدارة ائتلاف أسود-أخضر في الوقت الحالي. وبالتالي يتم النظر إلى الائتلاف الكبير الخامس في تاريخ ألمانيا بين الاتحاد الديمقراطي المسيحي والحزب الديمقراطي الاجتماعي على أنه الاحتمال الأكثر واقعية.[مِمَن؟]
ومع ذلك، نص زودر على أنه لن يدعم مثل هذا الائتلاف إلا في حال لم يتم تضمين زعيم الحزب الديمقراطي الاجتماعي الحالي شولتس في الحكومة القادمة.
أبدى زعماء الحزب الديمقراطي الحر رغبتهم في تشكيل حكومة مع ائتلاف الاتحاد الديمقراطي المسيحي / الاتحاد الاجتماعي المسيحي، وهو ائتلاف متكرر طوال التاريخ الألماني الحديث وكان آخر تمثيل له في حكومة ميركل الثانية. وذكر ميرتس أنه فقط إذا ارتفعت أرقام استطلاعات الرأي للحزب الديمقراطي الحر إلى ستة أو سبعة في المائة فإن "الأغلبية المستقرة ستكون في المتناول". أعرب نائب رئيس الحزب الديمقراطي الحر في البوندستاغ فولفغانغ كوبيكي ‏ عن دعمه لائتلاف ألماني أسود وأحمر وأصفر يضم الحزب الديمقراطي الاجتماعي.
يرفض كلاً من الاتحاد الديمقراطي المسيحي والحزب الديمقراطي الاجتماعي والخضر والحزب الديمقراطي الحر تشكيل ائتلاف يضم تحالف سارة فاجنكنشت على المستوى الفيدرالي، على الرغم من وجود ائتلاف بين الحزب الديمقراطي الاجتماعي وتحالف سارة فاجنكنشت في السلطة في براندنبورغ وائتلاف بين الاتحاد الديمقراطي المسيحي والحزب الديمقراطي الاجتماعي وتحالف سارة فاجنكنشت ("بلاك بيري") في تورينغن. كما ترفض جميع الأحزاب الأخرى تشكيل ائتلاف مع حزب البديل لألمانيا أو التعاون معه بأي شكل من الأشكال. باستثناء تحالف سارة فاجنكنشت الذي أبدى استعداده للعمل معًا بشأن مواضيع معينة، لكنه لا يزال يرفض فكرة تشكيل حكومة معهم. وقد أقر الاتحاد الديمقراطي المسيحي "قرار عدم التوافق" فيما يتعلق بحزب البديل لألمانيا واليسار، والذي يحظر أي تعاون مع أي من الحزبين على المستوى الفيدرالي؛ كما لن يعمل الحزب الديمقراطي الحر مع اليسار.

## النتائج
عكست الانتخابات انقسامًا قويًا بين ألمانيا الغربية والشرقية السابقتين، حيث أصبح حزب البديل لألمانيا الحزب الأقوى في الشرق بتحقيقه الفوز في جميع الولايات الخمس السابقة في ألمانيا الشرقية. وقد عكس حزبان آخران الأداء المتفوق لحزب البديل من أجل ألمانيا عبر الحدود السابقة: حزب اليسار المتطرف، مع أداء مرتفع إضافي في ولايتي بريمن وهامبورغ في ألمانيا الغربية سابقاً لتحالف سارة فاجنكنشت، الموصوف بأنه "يساري شعبوي متطرف". وقد حققت جميع هذه الأحزاب أفضل نتائجها في الدوائر الانتخابية الشرقية، في حين سجلت أسوأ نتائجها في الدوائر الانتخابية الغربية. وكان الأمر على العكس بالنسبة للأحزاب الأربعة الكبرى الأخرى: ائتلاف CDU/CSU والحزب الاشتراكي الديمقراطي والخضر والحزب الديمقراطي الحر. حقق ائتلاف CDU/CSU أداءً جيدًا في الجزء الغربي من البلاد، حيث نجح في تأمين جميع الولايات التي لا ترتبط بمدينة واحدة هناك. وقد سجلوا نتيجة قوية بشكل خاص في بافاريا، حيث فاز الاتحاد الاجتماعي المسيحي في كل الدوائر الانتخابية.
| النتائج الأولية                                                           | النتائج الأولية                        | النتائج الأولية                                   |
| ------------------------------------------------------------------------- | -------------------------------------- | ------------------------------------------------- |
|                                                                           |                                        |                                                   |
| الحزب الذي حصل على أكبر عدد من أصوات القائمة الحزبية في كل دائرة انتخابية | الحزب الفائز في الدوائر الانتخابية     | نسبة المشاركة في الانتخابات في الدوائر الانتخابية |
| Results in different subdivisions                                         |                                        |                                                   |
|                                                                           |                                        |                                                   |
|                                                                           | الحزب صاحب أعلى نسبة تصويت في كل ولاية | الحزب صاحب أعلى نسبة تصويت في كل دائرة انتخابية   |

|                                    |                                     |                 |                 |                 |            |         |         |             |     |
| الحزب                              | الحزب                               | القائمة الحزبية | القائمة الحزبية | القائمة الحزبية | الدائرة    | الدائرة | الدائرة | Total seats | +/– |
| الحزب                              | الحزب                               | الأصوات         | %               | المقاعد         | الأصوات    | %       | المقاعد | Total seats | +/– |
|                                    | الاتحاد الديمقراطي المسيحي          | 11٬194٬700      | 22.55           | 36              | 12٬601٬967 | 25.46   | 128     | 164         | +12 |
|                                    | البديل من أجل ألمانيا               | 10٬327٬148      | 20.80           | 110             | 10٬175٬438 | 20.56   | 42      | 152         | +69 |
|                                    | الحزب الديمقراطي الاجتماعي الألماني | 8٬148٬284       | 16.41           | 76              | 9٬934٬614  | 20.07   | 44      | 120         | –86 |
|                                    | تحالف 90/الخضر                      | 5٬761٬476       | 11.61           | 73              | 5٬442٬912  | 11.00   | 12      | 85          | –33 |
|                                    | حزب اليسار                          | 4٬355٬382       | 8.77            | 58              | 3٬932٬584  | 7.94    | 6       | 64          | +25 |
|                                    | الاتحاد الاجتماعي المسيحي           | 2٬963٬732       | 5.97            | 0               | 3٬271٬730  | 6.61    | 44      | 44          | -1  |
|                                    | تحالف سارة فاجنكنشت                 | 2٬468٬670       | 4.97            | 0               | 299٬226    | 0.60    | 0       | 0           | 0   |
|                                    | الحزب الديمقراطي الحر               | 2٬148٬878       | 4.33            | 0               | 1٬623٬351  | 3.28    | 0       | 0           | –91 |
|                                    | الناخبون الأحرار                    | 769٬170         | 1.55            | 0               | 1٬254٬488  | 2.53    | 0       | 0           | 0   |
|                                    | حزب حماية الحيوان والبيئة البشرية ‏  | 482٬032         | 0.97            | 0               | 82٬485     | 0.17    | 0       | 0           | 0   |
|                                    | الحزب الديمقراطي الشعبي في ألمانيا ‏ | 85٬557          | 0.17            | 0               | 41٬903     | 0.08    | 0       | 0           | 0   |
|                                    | دي بارتاي                           | 242٬806         | 0.49            | 0               | 122٬386    | 0.25    | 0       | 0           | 0   |
|                                    | فريق تودينهوفر ‏                     | 24٬558          | 0.05            | 0               | 9٬757      | 0.02    | 0       | 0           | 0   |
|                                    | حزب القراصنة الألماني               | 13٬809          | 0.03            | 0               | 2٬152      | 0.00    | 0       | 0           | 0   |
|                                    | فولت ألمانيا ‏                       | 355٬146         | 0.72            | 0               | 391٬577    | 0.79    | 0       | 0           | 0   |
|                                    | الحزب الديمقراطي البيئي ‏            | 49٬730          | 0.10            | 0               | 54٬641     | 0.11    | 0       | 0           | 0   |
|                                    | جمعية ناخبي جنوب شليسفيغ            | 76٬126          | 0.15            | 1               | 58٬773     | 0.12    | 0       | 1           | 0   |
|                                    | حزب البحث لتجديد الطب الحيوي ‏       | 304             | 0.00            | 0               | 0          | 0.00    | 0       | 0           | 0   |
|                                    | حزب الإنسانيين ‏                     | 14٬446          | 0.03            | 0               | 1٬873      | 0.00    | 0       | 0           | 0   |
|                                    | التحالف C – مسيحيون من أجل ألمانيا ‏ | 11٬784          | 0.02            | 0               | 2٬021      | 0.00    | 0       | 0           | 0   |
|                                    | حزب بافاريا ‏                        | 12٬315          | 0.02            | 0               | 5٬784      | 0.01    | 0       | 0           | 0   |
|                                    | الحزب الماركسي اللينيني ‏            | 19٬876          | 0.04            | 0               | 24٬208     | 0.05    | 0       | 0           | 0   |
|                                    | العالم البشري ‏                      | 694             | 0.00            | 0               | 0          | 0.00    | 0       | 0           | 0   |
|                                    | حزب التقدم ‏                         | 21٬377          | 0.04            | 0               | 1٬282      | 0.00    | 0       | 0           | 0   |
|                                    | حزب المساواة الاجتماعية ‏            | 425             | 0.00            | 0               | 73         | 0.00    | 0       | 0           | 0   |
|                                    | حركة التضامن مع الحقوق المدنية ‏     | 719             | 0.00            | 0               | 1٬303      | 0.00    | 0       | 0           | 0   |
|                                    | تحالف ألمانيا ‏                      | 79٬012          | 0.16            | 0               | 88٬046     | 0.18    | 0       | 0           | 0   |
|                                    | ميرا25                              | 7٬128           | 0.01            | 0               | 658        | 0.00    | 0       | 0           | 0   |
|                                    | اتحاد القيم ‏                        | 6٬803           | 0.01            | 0               | 2٬844      | 0.01    | 0       | 0           | 0   |
|                                    | مستقلون                             |                 |                 |                 | 70٬110     | 0.14    | 0       | 0           | 0   |
| المجموع                            | المجموع                             | 49٬642٬087      | 100.00          | 354             | 49٬498٬186 | 100.00  | 276     | 630         | –   |
|                                    |                                     |                 |                 |                 |            |         |         |             |     |
| الأصوات الصحيحة                    | الأصوات الصحيحة                     | 49٬642٬087      | 99.43           |                 | 49٬498٬186 | 99.14   |         |             |     |
| الأصوات الباطلة والفارغة           | الأصوات الباطلة والفارغة            | 285٬228         | 0.57            |                 | 429٬129    | 0.86    |         |             |     |
| مجموع الأصوات                      | مجموع الأصوات                       | 49٬927٬315      | 100.00          |                 | 49٬927٬315 | 100.00  |         |             |     |
| الناخبين المسجلين ومعدل الإقبال    | الناخبين المسجلين ومعدل الإقبال     | 60٬490٬603      | 82.54           |                 | 60٬490٬603 | 82.54   |         |             |     |
| المصدر: مسؤول الانتخابات الفيدرالي |                                     |                 |                 |                 |            |         |         |             |     |

### النتائج حسب الولاية
| الولاية              | CDU/CSU        | AfD  | SPD  | Greens | Left | BSW  | FDP | آخرون |     |     |
| -------------------- | -------------- | ---- | ---- | ------ | ---- | ---- | --- | ----- | --- | --- |
| الولاية              | بادن-فورتمبيرغ | 31.6 | 19.8 | 14.2   | 13.6 | 6.8  | 4.1 | آخرون | 5.6 | 4.3 |
| بافاريا              | 37.2           | 19.0 | 11.6 | 12.0   | 5.7  | 3.1  | 4.2 | 7.2   |     |     |
| براندنبورغ           | 18.1           | 32.5 | 14.8 | 6.6    | 10.7 | 10.7 | 3.2 | 3.4   |     |     |
| برلين                | 18.3           | 15.2 | 15.1 | 16.8   | 19.9 | 6.6  | 3.8 | 4.2   |     |     |
| بريمن                | 20.5           | 15.1 | 23.1 | 15.6   | 14.8 | 4.3  | 3.5 | 3.0   |     |     |
| تورينغن              | 18.6           | 38.6 | 8.8  | 4.2    | 15.2 | 9.4  | 2.8 | 2.5   |     |     |
| راينلند بالاتينات    | 30.6           | 20.1 | 18.6 | 10.4   | 6.5  | 4.2  | 4.6 | 4.9   |     |     |
| سارلاند              | 26.9           | 21.6 | 21.9 | 7.2    | 7.3  | 6.2  | 4.3 | 4.7   |     |     |
| ساكسونيا             | 19.7           | 37.3 | 8.5  | 6.5    | 11.3 | 9.0  | 3.2 | 4.4   |     |     |
| ساكسونيا أنهالت      | 19.2           | 37.1 | 11.0 | 4.4    | 10.8 | 11.2 | 3.1 | 3.3   |     |     |
| سكسونيا السفلى       | 28.1           | 17.8 | 23.0 | 11.5   | 8.1  | 3.8  | 4.1 | 3.6   |     |     |
| شلسفيغ هولشتاين      | 27.6           | 16.3 | 18.8 | 14.9   | 7.8  | 3.4  | 4.7 | 6.5   |     |     |
| شمال الراين-وستفاليا | 30.1           | 16.8 | 20.0 | 12.4   | 8.3  | 4.1  | 4.4 | 3.8   |     |     |
| مكلنبورغ فوربومرن    | 17.8           | 35.0 | 12.4 | 5.4    | 12.0 | 10.6 | 3.2 | 3.6   |     |     |
| هامبورغ              | 20.7           | 10.9 | 22.7 | 19.3   | 14.4 | 4.0  | 4.5 | 3.4   |     |     |
| هسن                  | 28.9           | 17.8 | 18.4 | 12.6   | 8.7  | 4.4  | 5.0 | 4.2   |     |     |

#### توزع المقاعد حسب الدوائر الانتخابية
| الولاية              | مجموع المقاعد | توزع المقاعد على الأحزاب | توزع المقاعد على الأحزاب | توزع المقاعد على الأحزاب | توزع المقاعد على الأحزاب | توزع المقاعد على الأحزاب | توزع المقاعد على الأحزاب |  |  |
| الولاية              | مجموع المقاعد | SPD                      | CDU                      | CSU                      | Greens                   | AfD                      | Left                     |  |  |
| -------------------- | ------------- | ------------------------ | ------------------------ | ------------------------ | ------------------------ | ------------------------ | ------------------------ |  |  |
| الولاية              | مجموع المقاعد | بادن-فورتمبيرغ           | 32                       |                          | 29                       | –                        | 3                        |  |  |
| بافاريا              | 44            |                          | –                        | 44                       |                          |                          |                          |  |  |
| براندنبورغ           | 9             | 1                        |                          | –                        |                          | 8                        |                          |  |  |
| برلين                | 12            | 1                        | 3                        | –                        | 3                        | 1                        | 4                        |  |  |
| بريمن                | 1             | 1                        |                          | –                        |                          |                          |                          |  |  |
| تورينغن              | 8             |                          |                          | –                        |                          | 7                        | 1                        |  |  |
| راينلند بالاتينات    | 12            | 1                        | 11                       | –                        |                          |                          |                          |  |  |
| سارلاند              | 4             | 2                        | 2                        | –                        |                          |                          |                          |  |  |
| ساكسونيا             | 15            |                          |                          | –                        |                          | 14                       | 1                        |  |  |
| ساكسونيا أنهالت      | 7             |                          |                          | –                        |                          | 7                        |                          |  |  |
| سكسونيا السفلى       | 30            | 15                       | 15                       | –                        |                          |                          |                          |  |  |
| شلسفيغ هولشتاين      | 10            | 1                        | 8                        | –                        | 1                        |                          |                          |  |  |
| شمال الراين-وستفاليا | 64            | 17                       | 44                       | –                        | 3                        |                          |                          |  |  |
| مكلنبورغ فوربومرن    | 5             |                          |                          | –                        |                          | 5                        |                          |  |  |
| هامبورغ              | 6             | 3                        | 1                        | –                        | 2                        |                          |                          |  |  |
| هسن                  | 17            | 2                        | 15                       | –                        |                          |                          |                          |  |  |
| المجموع              | 276           | 44                       | 128                      | 44                       | 12                       | 42                       | 6                        |  |  |

#### توزع المقاعد حسب القوائم الحزبية
| الولاية              | مجموع المقاعد | توزع المقاعد على الأحزاب | توزع المقاعد على الأحزاب | توزع المقاعد على الأحزاب | توزع المقاعد على الأحزاب | توزع المقاعد على الأحزاب | توزع المقاعد على الأحزاب |   |   |
| الولاية              | مجموع المقاعد | SPD                      | CDU                      | Greens                   | AfD                      | Left                     | SSW                      |   |   |
| -------------------- | ------------- | ------------------------ | ------------------------ | ------------------------ | ------------------------ | ------------------------ | ------------------------ | - | - |
| الولاية              | مجموع المقاعد | بادن-فورتمبيرغ           | 47                       | 13                       |                          | 9                        | 19                       | 6 | – |
| بافاريا              | 57            | 14                       | –                        | 14                       | 22                       | 7                        | –                        |   |   |
| براندنبورغ           | 12            | 3                        | 4                        | 2                        |                          | 3                        | –                        |   |   |
| برلين                | 12            | 3                        | 2                        | 2                        | 3                        | 2                        | –                        |   |   |
| بريمن                | 4             |                          | 1                        | 1                        | 1                        | 1                        | –                        |   |   |
| تورينغن              | 10            | 2                        | 4                        | 1                        | 1                        | 2                        | –                        |   |   |
| راينلند بالاتينات    | 19            | 6                        |                          | 4                        | 7                        | 2                        | –                        |   |   |
| سارلاند              | 4             |                          |                          | 1                        | 2                        | 1                        | –                        |   |   |
| ساكسونيا             | 15            | 3                        | 7                        | 2                        |                          | 3                        | –                        |   |   |
| ساكسونيا أنهالت      | 9             | 2                        | 4                        | 1                        |                          | 2                        | –                        |   |   |
| سكسونيا السفلى       | 35            | 2                        | 6                        | 8                        | 13                       | 6                        | –                        |   |   |
| شلسفيغ هولشتاين      | 15            | 4                        |                          | 3                        | 5                        | 2                        | 1                        |   |   |
| شمال الراين-وستفاليا | 72            | 14                       | 3                        | 16                       | 26                       | 13                       | –                        |   |   |
| مكلنبورغ فوربومرن    | 8             | 2                        | 3                        | 1                        |                          | 2                        | –                        |   |   |
| هامبورغ              | 7             |                          | 2                        | 1                        | 2                        | 2                        | –                        |   |   |
| هسن                  | 28            | 8                        |                          | 7                        | 9                        | 4                        | –                        |   |   |
| المجموع              | 354           | 76                       | 36                       | 73                       | 110                      | 58                       | 1                        |   |   |